# تتسو كاتاياما
تتسو كاتاياما (باليابانية: 片山 哲 كاتاياما تتسو) (28 يوليو 1887 - 30 مايو 1978) كان سياسي ياباني شغل منصب رئيس الوزراء الياباني السادس والأربعين. في الفترة من مايو 1947 إلى مارس/آذار 1948 لمدة عشرة شهور وهو من اوائل رؤساء الوزراء في اليابان بعد اعتماد دستور اليابان الحالي عام 1947 الذي أَلغى دستور ميجي.

## روابط خارجية
- تتسو كاتاياما على موقع الموسوعة البريطانية (الإنجليزية)
- تتسو كاتاياما على موقع مونزينجر (الألمانية)